# Hermann Schenck (Lehrer)
Hermann Schenck (* 16. März 1829; † 9. Oktober 1912) war ein deutscher Maler, Grafiker und Pädagoge in Halle (Saale).

## Leben
Von 1855 bis 1892 führte er die Lithographische Anstalt Albert Meyer. Schenck machte sich danach mit einer eigenen lithographischen Kunst-Anstalt am Großen Berlin selbständig und trat 1870 als akademischer Zeichenlehrer in den Dienst der hallischen Universität. Schenck war zuletzt Zeichenlehrer und Professor an der Universität zu Halle. Insgesamt wirkte von 1871 bis 1911 als Universitätszeichenlehrer in Halle.

## Werk

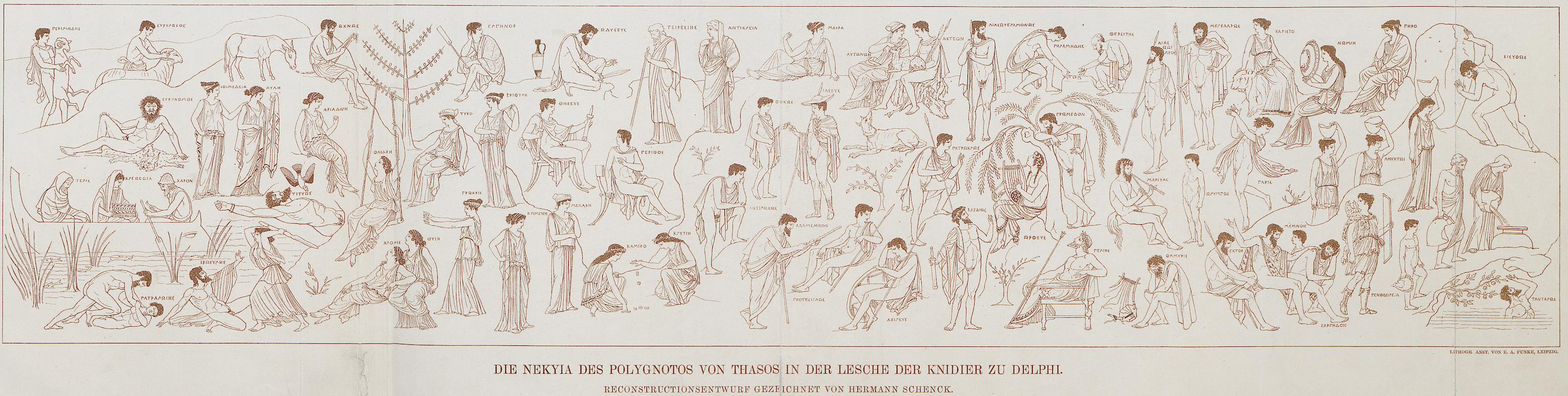
Von Hermann Schenck gezeichneter Rekonstruktionsentwurf einer Nekyia-Darstellung von Polygnotos, Illustration zu einer Publikation von Carl Robert

Schenck schuf Zeichnungen, Lithografien und Stiche, insbesondere zu archäologischen Abhandlungen von Lange, Michaelis (Parthenonfries), Heidemann und Carl Robert. Als Maler arbeitete er in Öl (u. a. Märchenzyklus, Altarbild Johannes der Täufer) und Aquarell. Er malte vor allem Landschaften und Porträts. Die Stiftung Händel-Haus Halle hält zwei von ihm gezeichnete Porträtskizzen des Komponisten Robert Franz.

## Auszeichnungen (Auswahl)
- Kronenorden III. Klasse[5]
- Roter Adlerorden III. Klasse mit Schleife[6]